# Lychnosea
Lychnosea is een geslacht van vlinders van de familie spanners (Geometridae), uit de onderfamilie Ennominae.

## Soorten
- L. aganaedoea Dyar, 1919
- L. helveolaria Hulst, 1881
- L. intermicata Walker, 1862
- L. reversaria Dyar, 1920